# IC 177
IC 177 ist eine Spiralgalaxie vom Hubble-Typ Sbc im Sternbild Walfisch in der Umgebung des Himmelsäquators. Sie ist schätzungsweise 607 Millionen Lichtjahre von der Milchstraße entfernt und hat einen Durchmesser von etwa 70.000 Lichtjahren.

Im selben Himmelsareal befinden sich u. a. die Galaxien NGC 768, IC 1756, IC 1757, IC 1761.
Das Objekt wurde am 7. November 1891 vom französischen Astronomen Stéphane Javelle entdeckt.